# Второй кабинет единой Индонезии
Второ́й кабине́т еди́ной Индоне́зии (индон. Kabinet Indonesia Bersatu II) — правительство Индонезии, сформированное президентом Сусило Бамбангом Юдойоно 22 октября 2009 года, спустя два дня после его инаугурации на второй срок. Состав кабинета был оглашён Юдойоно 21 октября в 22:00 по индонезийскому времени; на следующий день члены кабинета были приведены к присяге. 18 октября 2011 года Юдойоно произвёл масштабную перестановку в кабинете.
Ключевые посты в кабинете получили представители пропрезидентской Демократической партии и её партнёров по коалиции — Партии справедливости и благоденствия, Партии национального мандата, Партии единства и развития, Партии национального пробуждения и партии Голкар. Также в состав кабинета вошли беспартийные деятели.
Полномочия Второго кабинета единой Индонезии истекли 20 октября 2014 года, после назначения новым президентом Индонезии Джоко Видодо Рабочего кабинета.

## Состав кабинета
| Должность                                                                                            | Фото | Имя                       | Вступил в должность   | Покинул должность     |
| --- | ---- | ------------------------- | --------------------- | --------------------- |
| Президент и вице-президент                                                                           |      |                           |                       |                       |
| Президент                                                                                            |      | Сусило Бамбанг Юдойоно    | 20 октября 2009 года  | 20 октября 2014 года  |
| Вице-президент                                                                                       |      | Будионо                   | 20 октября 2009 года  | 20 октября 2014 года  |
| Министры-координаторы [ 4 ]                                                                          |      |                           |                       |                       |
| Министр-координатор по вопросам политики, права и безопасности                                       |      | Джоко Суянто              | 22 октября 2009 года  | 20 октября 2014 года  |
| Министр-координатор по вопросам экономики                                                            |      | Хатта Раджаса             | 22 октября 2009 года  | 13 мая 2014 года      |
| Министр-координатор по вопросам экономики                                                            |      | Хайрул Танджунг           | 19 мая 2014 года      | 20 октября 2014 года  |
| Министр-координатор по вопросам народного благосостояния                                             |      | Агунг Лаксоно             | 22 октября 2009 года  | 20 октября 2014 года  |
| Государственный секретарь                                                                            |      | Суди Силалахи             | 22 октября 2009 года  | 20 октября 2014 года  |
| Министры                                                                                             |      |                           |                       |                       |
| Министр внутренних дел                                                                               |      | Гамаван Фаузи             | 22 октября 2009 года  | 20 октября 2014 года  |
| Министр иностранных дел                                                                              |      | Марти Наталегава          | 22 октября 2009 года  | 20 октября 2014 года  |
| Министр обороны                                                                                      |      | Пурномо Юсгианторо        | 22 октября 2009 года  | 20 октября 2014 года  |
| Министр юстиции и прав человека                                                                      |      | Патриалис Акбар           | 22 октября 2009 года  | 19 октября 2011 года  |
| Министр юстиции и прав человека                                                                      |      | Амир Шамсуддин            | 19 октября 2011 года  | 20 октября 2014 года  |
| Министр финансов                                                                                     |      | Сри Мульяни Индравати     | 22 октября 2009 года  | 20 мая 2010 года      |
| Министр финансов                                                                                     |      | Агус Мартовардоджо        | 20 мая 2010 года      | 19 апреля 2013 года   |
| Министр финансов                                                                                     |      | Мухаммад Хатиб Басри      | 21 мая 2013 года      | 20 октября 2014 года  |
| Министр энергетики и минеральных ресурсов                                                            |      | Дарвин Захеди Салех       | 22 октября 2009 года  | 19 октября 2011 года  |
| Министр энергетики и минеральных ресурсов                                                            |      | Джеро Вачик               | 19 октября 2011 года  | 11 сентября 2014 года |
| Министр энергетики и минеральных ресурсов                                                            |      | Хайрул Танджунг (и.о.)    | 11 сентября 2014 года | 20 октября 2014 года  |
| Министр промышленности                                                                               |      | Мохамад Сулеман Хидаят    | 22 октября 2009 года  | 20 октября 2014 года  |
| Министр торговли                                                                                     |      | Мари Элка Пангесту        | 22 октября 2009 года  | 19 октября 2011 года  |
| Министр торговли                                                                                     |      | Гита Вирьяван             | 19 октября 2011 года  | 31 января 2014 года   |
| Министр торговли                                                                                     |      | Баю Криснамурти (и.о.)    | 31 января 2014 года   | 14 февраля 2014 года  |
| Министр торговли                                                                                     |      | Мухаммад Лутфи            | 14 февраля 2014 года  | 20 октября 2014 года  |
| Министр сельского хозяйства                                                                          |      | Сусвоно                   | 22 октября 2009 года  | 20 октября 2014 года  |
| Министр лесного хозяйства                                                                            |      | Зулкифли Хасан            | 22 октября 2009 года  | 1 октября 2014 года   |
| Министр лесного хозяйства                                                                            |      | Хайрул Танджунг (и.о.)    | 1 октября 2014 года   | 20 октября 2014 года  |
| Министр транспорта                                                                                   |      | Фредди Нумбери            | 22 октября 2009 года  | 19 октября 2011 года  |
| Министр транспорта                                                                                   |      | Эверт Эрнест Мандингаан   | 19 октября 2011 года  | 20 октября 2014 года  |
| Министр по делам водных ресурсов и рыболовства                                                       |      | Фадел Мухаммад            | 22 октября 2009 года  | 19 октября 2011 года  |
| Министр по делам водных ресурсов и рыболовства                                                       |      | Шариф Чичип Сутарджо      | 19 октября 2011 года  | 20 октября 2014 года  |
| Министр труда и трансмиграции                                                                        |      | Мухаймин Искандар         | 22 октября 2009 года  | 20 октября 2014 года  |
| Министр общественных работ                                                                           |      | Джоко Кирмантo            | 22 октября 2009 года  | 20 октября 2014 года  |
| Министр здравоохранения                                                                              |      | Энганг Рахаю Седьянингсих | 22 октября 2009 года  | 26 апреля 2012 года   |
| Министр здравоохранения                                                                              |      | Навшах Мбои               | 14 июня 2012 года     | 20 октября 2014 года  |
| Министр образования и культуры (до 19 октября 2011 года — Министр национального образования)         |      | Мухаммад Нух              | 22 октября 2009 года  | 20 октября 2014 года  |
| Министр социального обслуживания                                                                     |      | Салим Сегаф Аль-Джуфри    | 22 октября 2009 года  | 20 октября 2014 года  |
| Министр по делам религии                                                                             |      | Сурьядарма Али            | 22 октября 2009 года  | 28 мая 2014 года      |
| Министр по делам религии                                                                             |      | Агунг Лаксоно (и.о.)      | 28 мая 2014 года      | 9 июня 2014 года      |
| Министр по делам религии                                                                             |      | Лукман Хаким Сафуддин     | 9 июня 2014 года      | 20 октября 2014 года  |
| Министр туризма и креативной экономики (до 19 августа 2011 года — 'Министр культуры и туризма)       |      | Джеро Вачик               | 22 октября 2009 года  | 19 октября 2011 года  |
| Министр туризма и креативной экономики (до 19 августа 2011 года — 'Министр культуры и туризма)       |      | Мари Элка Пангесту        | 19 октября 2011 года  | 20 октября 2014 года  |
| Министр коммуникаций и информации                                                                    |      | Тифатул Сембиринг         | 22 октября 2009 года  | 1 октября 2014 года   |
| Министр исследований и технологии                                                                    |      | Сухарма Сурапраната       | 22 октября 2009 года  | 19 октября 2011 года  |
| Министр исследований и технологии                                                                    |      | Густи Мухаммад Хатта      | 19 октября 2011 года  | 20 октября 2014 года  |
| Министр по делам кооперативов, малого и среднего бизнеса Индонезии                                   |      | Шафруддин Хасан           | 22 октября 2009 года  | 1 октября 2014 года   |
| Министр окружающей среды                                                                             |      | Густи Мохаммад Хатта      | 22 октября 2009 года  | 19 октября 2011 года  |
| Министр окружающей среды                                                                             |      | Берт Камбуая              | 19 октября 2011 года  | 20 октября 2014 года  |
| Министр по правам женщин и защите детей                                                              |      | Линда Амалия Сари         | 22 октября 2009 года  | 20 октября 2014 года  |
| Министр по делам административных и бюрократических реформ                                           |      | Э.Э. Мандингаан           | 22 октября 2009 года  | 19 октября 2011 года  |
| Министр по делам административных и бюрократических реформ                                           |      | Азвар Абубакар            | 19 октября 2011 года  | 20 октября 2014 года  |
| Министр по делам развития неблагоприятных регионов                                                   |      | Хелми Файшал Зайни        | 22 октября 2009 года  | 20 октября 2014 года  |
| Министр планирования национального развития и глава Агентства по планированию национального развития |      | Армида Алишахбана         | 22 октября 2009 года  | 20 октября 2014 года  |
| Министр по делам государственных предприятий                                                         |      | Мустафа Абубакар          | 22 октября 2009 года  | 19 октября 2011 года  |
| Министр по делам государственных предприятий                                                         |      | Дахлан Искан              | 19 октября 2011 года  | 20 октября 2014 года  |
| Министр по делам государственного жилищного строительства                                            |      | Сухарсо Моноарфа          | 22 октября 2009 года  | 19 октября 2011 года  |
| Министр по делам государственного жилищного строительства                                            |      | Джан Фаридз               | 19 октября 2011 года  | 20 октября 2014 года  |
| Министр по делам молодёжи и спорта                                                                   |      | Анди Малларангенг         | 22 октября 2009 года  | 7 декабря 2012 года   |
| Министр по делам молодёжи и спорта                                                                   |      | Агунг Лаксоно (и.о.)      | 7 декабря 2012 года   | 15 января 2013 года   |
| Министр по делам молодёжи и спорта                                                                   |      | Рой Сурьо                 | 15 января 2013 года   | 20 октября 2014 года  |
| Члены кабинета, не являющиеся министрами                                                             |      |                           |                       |                       |
| Генеральный прорурор                                                                                 |      | Хендарман Супанджи        | 9 мая 2007 года       | 24 сентября 2010 года |
| Генеральный прорурор                                                                                 |      | Дармоно (и.о.)            | 24 сентября 2010 года | 26 ноября 2010 года   |
| Генеральный прорурор                                                                                 |      | Басриф Алиф               | 26 ноября 2010 года   | Ныне в должности      |
| Главнокомандующий Национальной армией Индонезии                                                      |      | Джоко Сантосо             | 28 декабря 2007 года  | 28 сентября 2010 года |
| Главнокомандующий Национальной армией Индонезии                                                      |      | Агус Сухартоно            | 28 сентября 2010 года | 30 августа 2013 года  |
| Главнокомандующий Национальной армией Индонезии                                                      |      | Мулдоко                   | 30 августа 2013 года  | Ныне в должности      |
| Глава государственной полиции                                                                        |      | Бамбанг Хедарсо Данури    | 30 сентября 2007 года | 22 октября 2010 года  |
| Глава государственной полиции                                                                        |      | Тимур Прадопо             | 22 октября 2010 года  | 20 октября 2014 года  |
| Глава Президентского агентства по мониторингу и контролю развития                                    |      | Кунторо Мангкусуброто     | 22 октября 2009 года  | 20 октября 2014 года  |

## Должностные лица, связанные с кабинетом

### Секретарь кабинета
| Должность          | Фото | Имя       | Вступил в должность | Покинул должность    |
| ------------------ | ---- | --------- | ------------------- | -------------------- |
| Секретарь кабинета |      | Дипо Алам | 7 января 2010 года  | 20 октября 2014 года |

### Главы правительственных агентств
| Должность                                       | Фото | Имя                  | Вступил в должность  | Покинул должность    |
| ----------------------------------------------- | ---- | -------------------- | -------------------- | -------------------- |
| Глава Центрального разведывательного управления |      | Сутанто              | 22 октября 2009 года | 19 октября 2011 года |
| Глава Центрального разведывательного управления |      | Марчиано Норман      | 19 октября 2011 года | 20 октября 2014 года |
| Глава Агентства по контролю за инвестициями     |      | Гита Вирьяван        | 22 октября 2009 года | 19 октября 2011 года |
| Глава Агентства по контролю за инвестициями     |      | Мухаммад Хатиб Басри | 19 октября 2011 года | 1 декабря 2013 года  |
| Глава Агентства по контролю за инвестициями     |      | Махендра Сирегар     | 1 декабря 2013 года  | 27 октября 2014 года |

### Заместители министров
| Должность                                                   | Фото | Имя                    | Вступил в должность   | Покинул должность    |
| ----------------------------------------------------------- | ---- | ---------------------- | --------------------- | -------------------- |
| Заместитель министра иностранных дел                        |      | Триёно Вибово          | 11 сентября 2008 года | 19 октября 2011 года |
| Заместитель министра иностранных дел                        |      | Вардана                | 19 октября 2011 года  | 20 октября 2014 года |
| Заместитель министра обороны                                |      | Шафри Шамсуддин        | 6 января 2010 года    | 20 октября 2014 года |
| Заместитель министра юстиции и прав человека                |      | Денни Индраяна         | 19 октября 2011 года  | 20 октября 2014 года |
| Заместитель министра финансов                               |      | Анни Ратнавати         | 20 мая 2010 года      | 20 октября 2014 года |
| Заместитель министра финансов                               |      | Махендра Сирегар       | 19 октября 2011 года  | 20 октября 2014 года |
| Заместитель министра энергетики и минеральных ресурсов      |      | Вирджаёно Партовидагдо | 19 октября 2011 года  | 20 октября 2014 года |
| Заместитель министра промышленности                         |      | Алекс Ретраубун        | 6 января 2010 года    | 20 октября 2014 года |
| Заместитель министра торговли                               |      | Махендра Сирегар       | 6 января 2010 года    | 19 октября 2011 года |
| Заместитель министра торговли                               |      | Баю Криснамурти        | 19 октября 2011 года  | 20 октября 2014 года |
| Заместитель министра сельского хозяйства                    |      | Баю Криснамурти        | 6 января 2010 года    | 19 октября 2011 года |
| Заместитель министра сельского хозяйства                    |      | Русман Хериаван        | 19 октября 2011 года  | 20 октября 2014 года |
| Заместитель министра транспорта                             |      | Бамбанг Сусантоно      | 6 января 2010 года    | 20 октября 2014 года |
| Заместитель министра общественных работ                     |      | Херманто Дардак        | 6 января 2010 года    | 20 октября 2014 года |
| Заместитель министра здравоохранения                        |      | Али Гуфрон Мукти       | 19 октября 2011 года  | 20 октября 2014 года |
| Заместитель министра национального образования              |      | Фасли Джалал           | 6 января 2010 года    | 19 октября 2011 года |
| Заместитель министра образования и культуры                 |      | Мусилар Касим          | 19 октября 2011 года  | 22 октября 2014 года |
| Заместитель министра образования и культуры                 |      | Виенду Нурьянти        | 19 октября 2011 года  | 20 октября 2014 года |
| Заместитель министра по делам религии                       |      | Насаруддин Умар        | 19 октября 2011 года  | 20 октября 2014 года |
| Заместитель министра туризма и креативной экономики         |      | Сапта Нирвандар        | 19 октября 2011 года  | 20 октября 2014 года |
| Заместитель министра по планированию национального развития |      | Лукита Динаршан Туво   | 6 января 2010 года    | 20 октября 2014 года |
| Заместитель министра по делам государственных предприятий   |      | Махмуддин Ясин         | 19 октября 2011 года  | 20 октября 2014 года |